# فلیکس جاکوبی
فلیکس جاکوبی (آلمانی: Felix Jacoby؛ ۱۹ مارس ۱۸۷۶ – ۱۹ نوامبر ۱۹۵۹) یک تاریخ‌نگار و نویسنده اهل آلمان بود. وی عضو فرهنگستان علوم پروس بود